# پرونده پناهگاه مظفرپور
پرونده تجاوز جنسی در خانه سرپناه مظفرپور (به انگلیسی: Muzaffarpur Shelter Home Rape case) به خانه سرپناهی اشاره دارد که زیر نظر یک سازمان غیردولتی به نام «سوا سانکالپ اوام ویکاس سمیتی» (به هندی: Sewa Sankalp Evam Vikas Samiti) در شهر مظفرپور، ایالت بیهار اداره می‌شد که در آن موارد سوء استفاده، تجاوز و آزار و اذیت جنسی گزارش شده است. در معاینه پزشکی، سوء استفاده جنسی در ۳۴ نفر از ۴۲ دختر ساکن در پناهگاه مورد تأیید قرار گرفت.
نخستین گزارش اطلاعاتی مبتنی بر شکایت علیه ۱۲ نفر در روز ۳۱ مه ۲۰۱۸، در اختیار مراجع ذی‌صلاح قرار گرفت. براجیش تاکور رئیس یک سازمان مردم‌نهاد بود که از بودجه دولتی بهره می‌برد و همچنین چند سازمان مردم‌نهاد دیگر و یک روزنامه هندی به نام پراتاه کمال (به هندی: Pratah Kamal) را مدیریت می‌کرد. به دلیل ارتباطات سیاسی براجیش تاکور و دخالت مقامات دولتی و تأخیر فاحش در رسیدگی به این پرونده و دخالت اداره تحقیقات مرکزی، نحوه برخورد با این پرونده در زمان حکمرانی نیتیش کومار، مورد نکوهش اپوزیسیون و دیوان عالی هند قرار گرفت.

## کاوش
در سال ۲۰۱۷، بعد از اینکه موسسه علوم اجتماعی تاتا بمبئی یک ممیزی اجتماعی از خانه سرپناه های بیهار انجام داد، در ماه مه ۲۰۱۸ گزارش هایی از آزار و اذیت جنسی چندباره افراد ساکن در یک خانه سرپناه در مظفرپور، هند آشکار شد. گزارش بازرسی، تکیه بر آزار و اذیت جنسی دختران در خانه سرپناه مظفرپور داشت. موسسه علوم اجتماعی تاتا گزارش خود را در ماه آوریل ۲۰۱۸ ارائه کرد و دولت بعد از بررسی، در روز ۳۱ مه آن را در نخستین گزارش اطلاعاتی ثبت کرد. بعد از فاش شدن ابن ماجرا، دختران از آن خانه سرپناه رهایی یافتند و به مدهوبانی، پتنه و موکاما منتقل شدند.